# Jay Jay Bauer
Jay Jay Bauer (Haarlem, 12 juni 1975) is een Nederlandse zanger.
Via via kwam Bauer in contact met Dario die Pascherni Records wist te overtuigen om met Bauer in zee te gaan. Dat lukte en al snel was de single Waar zou jij nu zijn een feit. De single kwam op 4 augustus 2001 binnen in de Mega Top 100 en stond er 5 weken in. De hoogste positie was nummer 30. Sindsdien heeft hij singles gemaakt als Kom schatje kom, Als ik naar je kijk en Cuba Cuba Libre.
Jay Jay Bauer is een neef van Frans Bauer.

## Discografie

### Singles
| Single met eventuele hitnotering(en) in de Nederlandse Top 40 | Datum van verschijnen | Datum van binnenkomst | Hoogste positie | Aantal weken | Opmerkingen              |
| ------------------------------------------------------------- | --------------------- | --------------------- | --------------- | ------------ | ------------------------ |
| Kom schatje kom                                               | 2002                  | -                     |                 |              | #54 in de Single Top 100 |
| Als ik naar je kijk                                           | 2005                  | -                     |                 |              | #74 in de Single Top 100 |
| Ik wil de hele zomer zonnen                                   | 2010                  | -                     |                 |              | #51 in de Single Top 100 |
| Keuzes                                                        | 2011                  | -                     |                 |              | #76 in de Single Top 100 |